# Metergolin
Metergolin je psihoaktivni lek iz ergolinske hemijske klase koji deluje kao ligand na raznim serotoninskim i dopaminskim receptorima.

## Literatura
1. ↑  Hamon M; Mallat M; Herbet A;  . (1981). „[3H]Metergoline: a new ligand of serotonin receptors in the rat brain”. Journal of Neurochemistry. 36 (2): 613—26. PMID 7463079. doi:10.1111/j.1471-4159.1981.tb01634.x.
2. ↑  Miller KJ, King A, Demchyshyn L, Niznik H, Teitler M (1992). „Agonist activity of sumatriptan and metergoline at the human 5-HT1D beta receptor: further evidence for a role of the 5-HT1D receptor in the action of sumatriptan”. Eur. J. Pharmacol. 227 (1): 99—102. PMID 1330643. doi:10.1016/0922-4106(92)90149-P.

## Spoljašnje veze
- Metergoline на 

|  | Molimo Vas, obratite pažnju na važno upozorenje u vezi sa temama iz oblasti medicine (zdravlja). |